# 曲江县
曲江县是中國广东省韶关市已撤消的一个县，2005年5月曲江县改為曲江區。地处粤北中部，北江上游，东经 113°06′30″至113°59′57″和北纬 24°27′18″至25°08′12″之间，撤消前，全县总面积为3185平方公里，总人口约40万，辖23个镇。

## 历史沿革
- 秦朝时属南海郡地。
- 西汉元鼎六年（前111年）设曲江县，属桂阳郡，后置为始兴南部都尉。
- 三国孙吴甘露元年（公元256年）置始兴郡（后改称广兴郡，属东衡州、韶州），以曲江县为郡治。
- 唐朝貞觀元年起，历为韶州、韶州路、韶州府治所。
- 中華民国废府留县。中华人民共和国成立后仍设曲江县。
- 1958年并入韶关市，1961年恢复曲江县建制。
- 1966年县政府由韶关市区迁至马坝镇。
- 2005年5月，经国务院批准，撤消曲江县，调整版图，成立曲江区，结束了曲江县沿袭2100年的县治。

## 行政区划
曲江县原来有23个建制镇：马坝镇、黄坑镇、周田镇、灵溪镇、大桥镇、火山镇、大塘镇、小坑镇、沙溪镇、罗坑镇、樟市镇、乌石镇、大坑口镇、白土镇、白沙镇、凤田镇、龙归镇、黎市镇、花坪镇、重阳镇，江湾镇、枫湾镇、梅村镇。
后来对部分乡镇进行撤并，曲江县最终辖18个镇。灵溪镇并入周田镇，梅村镇并入黎市镇，凤田镇并入龙归镇、白沙镇并入白土镇，火山镇并入大塘镇。

## 撤县建区
中华人民共和国国务院2004年5月29日批准（国函[2004]40号）对韶关部分行政区划进行调整。
- 撤销韶关市北江区、曲江县，设立韶关市曲江区，调整韶关市浈江区、武江区和仁化县的行政区划。
- 将原北江区的全境和原曲江县的花坪镇、犁市镇划归浈江区管辖。
- 将原曲江县的重阳镇、龙归镇、江湾镇划归武江区管辖。
- 将原曲江县的黄坑镇、周田镇、大桥镇划归仁化县管辖。
- 曲江区辖原曲江县的马坝镇、罗坑镇、樟市镇、大坑口镇、乌石镇、沙溪镇、大塘镇、小坑镇、枫湾镇、白土镇（共10镇），区人民政府驻马坝镇。

## 参看
- 曲江区
- 韶关市

## 相关链接
- 韶关市部分行政区划调整顺利推进 （页面存档备份，存于） --南方网
- 广东韶关行政区划调整基本完成 曲江撤县设区 （页面存档备份，存于） --搜狐